# یواس‌اس واکسبیل (ای‌ام‌سی-۱۵)
یواس‌اس واکسبیل (ای‌ام‌سی-۱۵) (به انگلیسی: USS Waxbill (AMc-15)) یک کشتی بود که طول آن ۸۳ فوت ۲ اینچ (۲۵٫۳۵ متر) بود. این کشتی در سال ۱۹۳۶ ساخته شد.